# عدي بن زياد الأيادي
عدي بن زياد الأيادي (نحو 20 هـ - 85 هـ / 640م - 705م): نسابة، ووالي، وأمير من كبار قادة الحجاج بن يوسف الثقفي. ولاه الحجاج عاملاً على الري سنة 75 هـ، ثم وجهه سنة 77 هـ لقتال مطرف بن المغيرة بن شعبة ناحية أصفهان، فزحف في ستة آلاف مقاتل، فمزق جيش مطرف، وقُتل مطرف قبل أن يستفحل شأنه في الخروج عن دولة عبد الملك بن مروان.فأخذ عدي بن زياد الإيادي رأس مطرف وأعطى عمر بن هبيرة مالاً وسيرّه إلى الحجاج الذي أرسله إلى عبد الملك بن مروان الذي كافأه بإعطائه قرية برزة من قرى دمشق. ويذكر الطبري أن الحجاج عزل الأيادي بعد ذلك بيسير عن الري.
أختلف في اسم والد عدي فقيل زياد وقيل وتاد، ولا شك أن أحدهم تصحيف. ويروى أن في أحد الأيام خطب عدي، وقال: «أقول لكم ما قال العبد الصالح لقومه: مََا أُرِيكُمْ إِلاََّ مََا أَرى‌ََ وَ مََا أَهْدِيكُمْ إِلاََّ سَبِيلَ اَلرَّشََادِ. فقالوا له: إن هذا ليس من قول العبد الصالح، إنما هو من قول فرعون! فقال: من قاله فقد أحسن!». وكان عدي بن زياد نسابة عليماً بنسب قومه، فأخذ عنه محمد بن السائب الكلبي نسب قبيلة إياد بالعراق، وفي ذلك يقول: «أخذت نسب أياد عن عدي بن زياد الأيادي، وكان عالما بأياد».